# 埃松河畔布里亚尔
埃松河畔布里亚尔（法語：Briarres-sur-Essonne，法語發音：[bʁijaʁ syʁ ɛsɔn]）是法国卢瓦雷省的一个市镇，属于皮蒂维耶区。

## 地理
埃松河畔布里亚尔（48°13'42"N, 2°25'39"E）面积8.23 平方千米，位于法国中央-卢瓦尔河谷大区卢瓦雷省，该省份为法国中北部省份，北起埃松省，西北接厄尔-卢瓦省，西南接卢瓦-谢尔省，南至涅夫勒省和谢尔省，东临约讷省，东北接塞纳-马恩省。
与埃松河畔布里亚尔接壤的市镇（或旧市镇、城区）包括：欧奈拉里维耶尔、迪芒什维尔、埃松河畔翁德勒维尔、奥维尔、皮索、勒马勒塞布瓦。

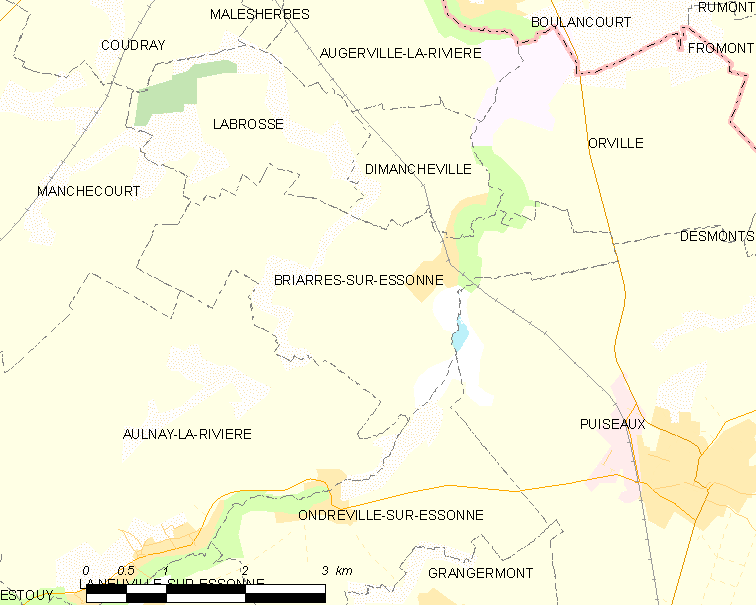
埃松河畔布里亚尔的OSM定位图

埃松河畔布里亚尔的时区为UTC+01:00、UTC+02:00（夏令时）。

## 行政
埃松河畔布里亚尔的邮政编码为45390，INSEE市镇编码为45054。

## 政治
埃松河畔布里亚尔所属的省级选区为勒马勒塞布瓦县。

## 人口

1962-2008年间埃松河畔布里亚尔人口变化图示

埃松河畔布里亚尔于2022年1月1日时的人口数量为526人。